# Bronte, New South Wales
Bronte este o suburbie în Sydney, Australia.